# 津德尔
津德尔位于尼日尔南部，是该国第二大城市，2001年时人口约17万，2005年人口約32萬。津德尔最早是豪薩人居住的小村莊，後來漸發展成跨撒哈拉貿易的重鎮，1736年成為達馬加拉姆蘇丹國的首都。十九世紀津德爾曾受博爾努帝國統治，但拉比赫·祖拜尔擊敗該帝國前津德爾已呈獨立狀態，1899年，津德爾在Voulet-Chanoine mission中被法國佔領，法國在當地建立了津德爾軍事領地（Zinder Military Territory），1910年改名為尼日軍事領地（Niger Military Territory），津德爾於1911年起成為該領地的首府，直到1926年，首府遷至尼阿美。
津德尔共轄有五個市鎮，其西南方數公里處有津德爾機場。